# Fußballer des Jahres in Südkorea
Der Titel Fußballer des Jahres wird in Südkorea seit 1983 verliehen. Mit dem Titel wird der beste Spieler der südkoreanischen K-League ausgezeichnet. Daneben werden auch der beste Torjäger, der beste Vorbereiter, der beste Trainer und seit 1985 der beste junge Spieler geehrt. Auch eine Top-Elf (Best Eleven) wird jedes Jahr zusammengestellt.
| Jahr | Bester Spieler                                      | Bester junger Spieler                   |
| ---- | --------------------------------------------------- | --------------------------------------- |
| 2023 | Kim Young-gwon (Ulsan Hyundai)                      | Jeong Ho-yeon (Gwangju FC)              |
| 2022 | Lee Chung-yong (Ulsan Hyundai)                      | Yang Hyun-jun (Gangwon FC)              |
| 2021 | Hong Jeong-ho (Jeonbuk Hyundai Motors)              | Seol Young-woo (Jeonbuk Hyundai Motors) |
| 2020 | Son Jun-ho (Jeonbuk Hyundai Motors)                 | Song Min-kyu (Pohang Steelers)          |
| 2019 | Kim Bo-kyung (Ulsan Hyundai)                        | Kim Ji-hyeon (Gangwon FC)               |
| 2018 | Marcão (Gyeongnam FC)                               | Han Seung-gyu (Ulsan Hyundai)           |
| 2017 | Lee Jae-sung (Jeonbuk Hyundai Motors)               | Kim Min-jae (Jeonbuk Hyundai Motors)    |
| 2016 | Jung Jo-gook (Gwangju FC)                           | Ahn Hyeon-beom (Jeju United)            |
| 2015 | Lee Dong-gook (Jeonbuk Hyundai Motors)              | Lee Jae-sung (Jeonbuk Hyundai Motors)   |
| 2014 | Lee Dong-gook (Jeonbuk Hyundai Motors)              | Kim Seung-dae (Pohang Steelers)         |
| 2013 | Kim Shin-wook (Ulsan Hyundai)                       | Ko Moo-yeol (Pohang Steelers)           |
| 2012 | Dejan Damjanović (FC Seoul)                         | Lee Myung-joo (Pohang Steelers)         |
| 2011 | Lee Dong-gook (Jeonbuk Hyundai Motors)              | Lee Seung-gi (Gwangju FC)               |
| 2010 | Kim Eun-jung (Jeju United)                          | Yoon Bit-Garam (Gyeongnam FC)           |
| 2009 | Lee Dong-gook (Jeonbuk Hyundai Motors)              | Kim Yong-hu (Gangwon FC)                |
| 2008 | Lee Woon-jae (Suwon Samsung Bluewings)              | Lee Seung-ryul (FC Seoul)               |
| 2007 | Andre Luis Tavares (Pohang Steelers)                | Ha Tae-kyun (Suwon Samsung Bluewings)   |
| 2006 | Kim Doo-hyun (Seongnam Ilhwa Chunma)                | Yeom Ki-hoon (Jeonbuk Hyundai Motors)   |
| 2005 | Lee Chun-soo (Ulsan Hyundai Horang-i)               | Park Joo-young (FC Seoul)               |
| 2004 | Nádson Rodrigues de Souza (Suwon Samsung Bluewings) | Moon Min-kwi (Pohang Steelers)          |
| 2003 | Kim Do-heon (Seongnam Ilhwa Chunma)                 | Jung Jo-gook (Anyang LG Cheetahs)       |
| 2002 | Kim Dae-eui (Seongnam Ilhwa Chunma)                 | Lee Chun-soo (Ulsan Hyundai Horang-i)   |
| 2001 | Shin Tae-yong (Seongnam Ilhwa Chunma)               | Song Chong-gug (Pusan Icons)            |
| 2000 | Choi Yong-soo (Anyang LG Cheetahs)                  | Yang Hyun-jung (Chonbuk Hyundai Dinos)  |
| 1999 | Ahn Jung-hwan (Pusan Daewoo Royals)                 | Lee Sung-jae (Bucheon SK)               |
| 1998 | Ko Jong-soo (Suwon Samsung Bluewings)               | Lee Dong-gook (Pohang Steelers)         |
| 1997 | Kim Joo-sung (Pusan Daewoo Royals)                  | Shin Ji-won (Daejeon Citizen)           |
| 1996 | Kim Hyun-suk (Ulsan Hyundai Horang-i)               | Park Kun-ha (Suwon Samsung Bluewings)   |
| 1995 | Shin Tae-yong (Ilhwa Chunma)                        | Noh Sang-rae (Chunnam Dragons)          |
| 1994 | Ko Jung-woon (Ilhwa Chunma)                         | Choi Yong-soo (LG Cheetahs)             |
| 1993 | Lee Sang-yoon (Ilhwa Chunma)                        | Jung Kwang-suk (Daewoo Royals)          |
| 1992 | Hong Myung-bo (POSCO Atoms)                         | Shin Tae-yong (Ilhwa Chunma)            |
| 1991 | Jung Yong-hwan (Daewoo Royals)                      | Jo Woo-suk (Ilhwa Chunma)               |
| 1990 | Choi Jin-han (Lucky-Goldstar Hwangso)               | Song Ju-suk (Hyundai Horang-i)          |
| 1989 | Noh Soo-jin (Yukong Elephants)                      | Ko Jung-woon (Ilhwa Chunma)             |
| 1988 | Park Kyung-hoon (POSCO Atoms)                       | Hwangbo Kwan (Yukong Elephants)         |
| 1987 | Jung Hae-won (Daewoo Royals)                        | Kim Joo-sung (Daewoo Royals)            |
| 1986 | Lee Heung-sil (Daewoo Royals)                       | Ham Hyung-ki (Hyundai Horang-i)         |
| 1985 | Han Moon-bae (Lucky-Goldstar Hwangso)               | Lee Heung-sil (POSCO Atoms)             |
| 1984 | Park Chang-sun (Daewoo Royals)                      |                                         |
| 1983 | Park Sung-hwa (Hallelujah Football Club)            |                                         |